# راهی برای فرار نیست (فیلم ۱۹۸۹)
راهی برای فرار نیست (به انگلیسی: Nowhere to Run) یک فیلم سینمایی آمریکایی محصول سال ۱۹۸۹ میلادی به کارگردانی کارل فرانکلین است.
داستان فیلم در روستای در تگزاس در سال ۱۹۶۰ می‌گذرد.